# Euro-Express Treincharter

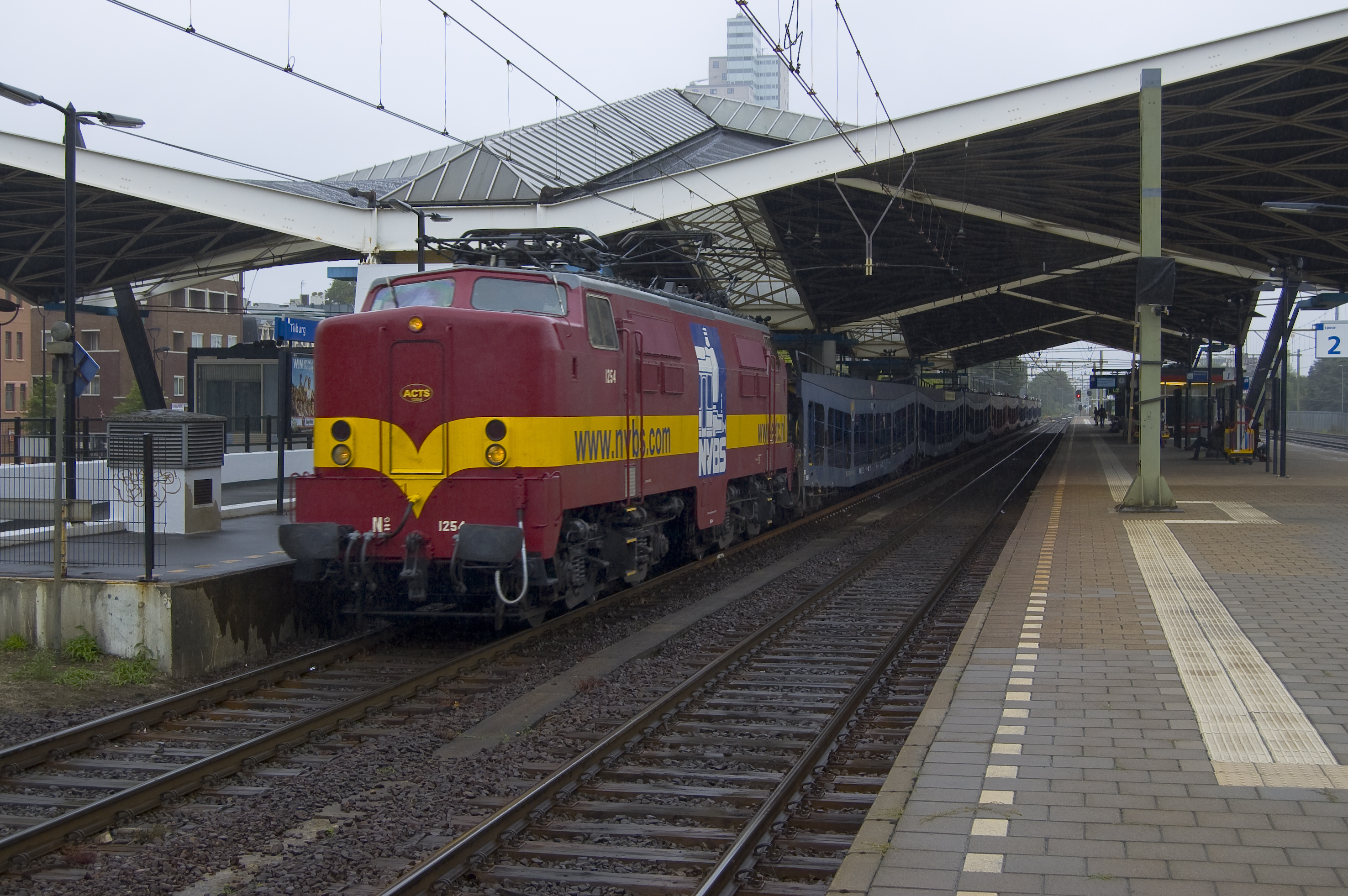
Loc 1254 in de nieuwe roodbruine EETC kleurstelling (juni 2011).

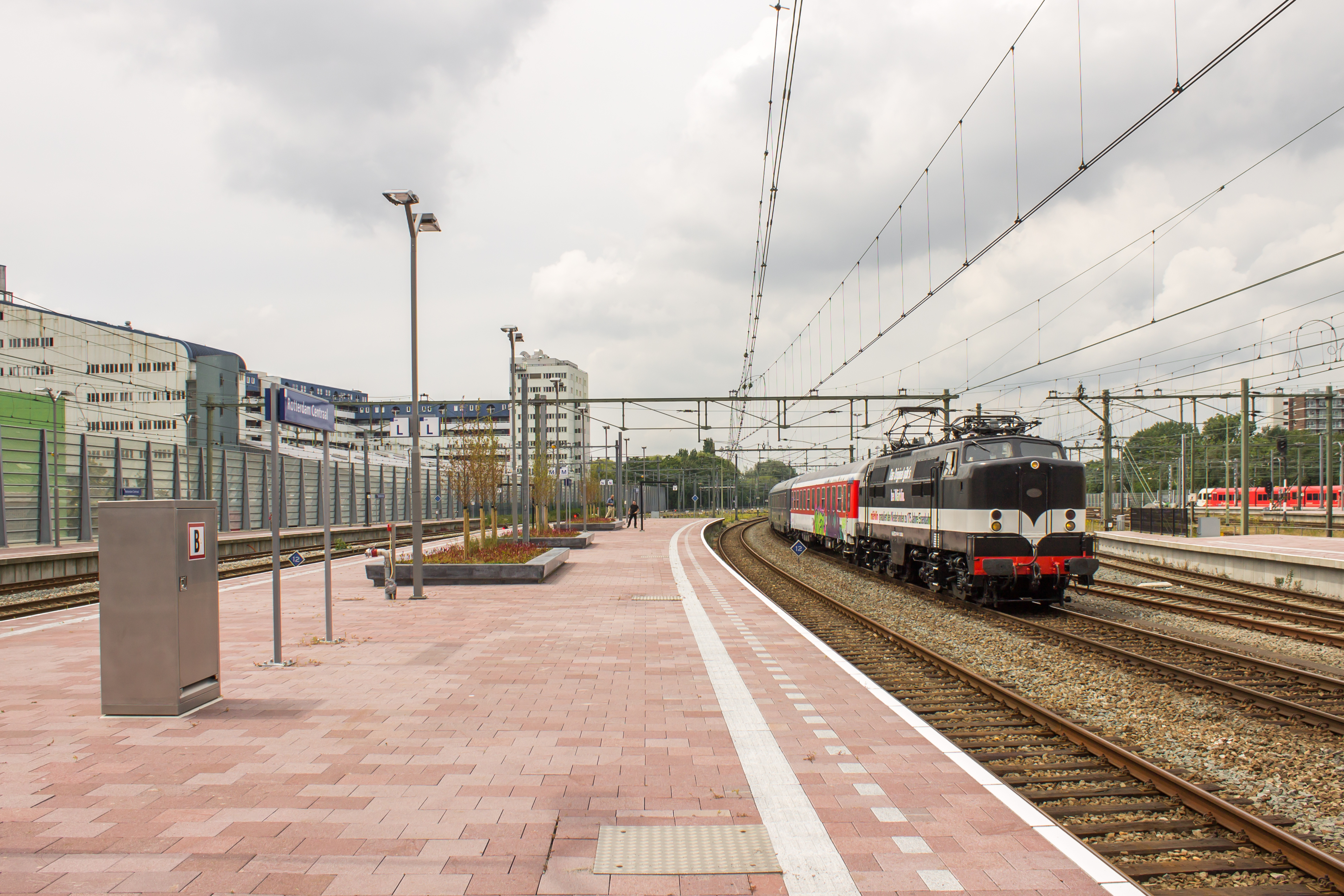
Loc 1252 met een lege autoslaaptrein op Station Rotterdam Centraal.

Het Nederlandse bedrijf Euro-Express Treincharter of EETC is in 1996 opgericht en begonnen als touroperator die wintersportreizen per trein naar Oostenrijk organiseerde. In december 1996 maakte 'De Ski-Trein' haar eerste rit naar Oostenrijk. Sinds 2002 verzorgde EETC naast 'De Ski-Trein' ook de van NS Internationaal overgenomen 'Alpen Express'. Ook de zomerse 'AutoSlaapTrein' werd door EETC overgenomen en het bedrijf reed enige tijd de bedevaartstreinen naar Lourdes.
In 2003 en 2004 nam EETC een groot aantal rijtuigen over van NS Internationaal die gebruikt werden in eigen treinen en voor vervoer voor derden. Daarmee veranderde het bedrijf van een touroperator in een vervoerder met een eigen materieelpark.
Vanaf 1 juli 2010 was EETC een zelfstandig spoorvervoerder en sinds december 2013 verzorgde EETC ook zelf de tractie voor haar treinen.
Op 15 april 2015 kondigde EETC aan haar activiteiten per direct te beëindigen, naar eigen zeggen wegens sterk gestegen kosten om de treinen te kunnen laten rijden.

## Locomotieven serie 1200
Nadat de elektrische locomotieven serie 1200 bij ACTS buiten dienst gingen werden in 2010 drie locs overgenomen door Euro Express Treincharter.
Op 19 februari 2011 werd de 1254 gepresenteerd in de nieuwe kleurencombinatie van EETC, roodbruin met gele band. Tevens was deze loc tot eind 2011 bestickerd met het logo van de dat jaar tachtig jaar bestaande Nederlandse Vereniging van Belangstellenden in het Spoor- en tramwegwezen (NVBS). Ook de 1251 is in 2011 in de uitvoering roodbruin met gele band geschilderd.
Loc 1252, die tot maart 2014 nog in de ACTS-uitvoering reed, is in april/mei 2014 overgeschilderd in een Märklin-uitvoering. De loc is nu zwart met een witte EETC/ACTS-band.

## Locomotief serie 1600
Per 18 februari 2015 kreeg de EETC ook de beschikking over de voormalige HUSA 1621. Deze is rijvaardig en bestickerd in de EETC kleurstelling, rood met wit front.